# Борис Валехо
Борис Валехо (Boris Vallejo, понякога неправилно транскрибирано като „Валеджо“) е художник-илюстратор.

## Биография
Роден е на 8 януари 1941 година в Лима, Перу. Емигрира в Съединените щати през 1964 г. и днес живее в Алентаун, Пенсилвания.
Творбите на Валехо са почти изключително на фантастична и/или еротична тематика. Негови картини могат да бъдат намерени на кориците на стотици фантастични книги и между страниците на търсени календари.
Обекти на картините му обикновено са божества, чудовища и мускулести варвари и варварки вкопчени в схватка.
Валехо е женен за художничката Джули Бел, която има сходен с неговия стил на рисуване. Валехо има две деца от предишния си брак с Дорис Валехо. Синът му, Дориан Валехо, също е художник във фентъзи жанра.